# فومیتاکا نیتامی
فومیتاکا نیتامی (انگلیسی: Fumitaka Nitami؛ زادهٔ ۲۷ دسامبر ۱۹۷۴) بوکسور اهل ژاپن بود.